# Ото Билер
Ото Билер (датуми рођења и смрти непознати) био је швајцарски фудбалер који је био члан репрезентације Швајцарске на Светском првенству у фудбалу 1934. године. Такође је играо за Грасхопер. Билер је преминуо.